# Altmühl-Bote
Koordinaten: 49° 6′ 47″ N, 10° 45′ 19″ O
Der Altmühl-Bote (AB) ist eine Tageszeitung aus Gunzenhausen, die ihren Mantelteil von den Nürnberger Nachrichten bezieht. Sie erscheint seit 1848. Der Altmühl-Bote hat seinen Namen vom Fluss Altmühl, der durch das Verbreitungsgebiet fließt. Die verkaufte Auflage beträgt 6085 Exemplare, ein Minus von 31,5 Prozent seit 1998. Redaktionsleiterin ist seit dem 1. Februar 2022 Isabel-Marie Scherb (geb. Köppel). Die Redaktion der Zeitung befindet sich am Gunzenhäuser Marktplatz. Die Zeitung erscheint seit 2024 im Verlag Millitzer + Riedel.

## Auflage
Der Altmühl-Bote hat wie die meisten deutschen Tageszeitungen in den vergangenen Jahren an Auflage eingebüßt. Die verkaufte Auflage ist in den vergangenen 10 Jahren um durchschnittlich 2,4 % pro Jahr gesunken. Im vergangenen Jahr hat sie um 4,4 % abgenommen. Sie beträgt gegenwärtig 6085 Exemplare. Der Anteil der Abonnements an der verkauften Auflage liegt bei 91,7 Prozent.
| 1998 | 1999 | 2000 | 2001 | 2002 | 2003 | 2004 | 2005 | 2006 | 2007 | 2008 | 2009 | 2010 | 2011 | 2012 | 2013 | 2014 | 2015 | 2016 | 2017 | 2018 | 2019 | 2020 | 2021 | 2022 | 2023 | 2024 |
| ---- | ---- | ---- | ---- | ---- | ---- | ---- | ---- | ---- | ---- | ---- | ---- | ---- | ---- | ---- | ---- | ---- | ---- | ---- | ---- | ---- | ---- | ---- | ---- | ---- | ---- | ---- |
| 8882 | 8890 | 8920 | 8962 | 8861 | 8797 | 8680 | 8630 | 8560 | 8458 | 8341 | 8233 | 8145 | 8018 | 8062 | 7972 | 7851 | 7765 | 7650 | 7473 | 7326 | 7104 | 6991 | 6867 | 6638 | 6418 | 6137 |

## Verbreitungsgebiet
Die Heimatzeitung deckt das Gebiet des ehemaligen Landkreises Gunzenhausen ab. Merkendorf, Mitteleschenbach und Wolframs-Eschenbach, die heute im Landkreis Ansbach liegen, werden zusätzlich von der Fränkischen Landeszeitung (FLZ) aus Ansbach betreut.
Des Weiteren ist der AB zusätzlich zur FLZ auch in Arberg, Ornbau, Unterschwaningen, Wassertrüdingen und Weidenbach vertreten, die ebenfalls zum Landkreis Ansbach gehören.
Die Gemeinde Auhausen aus dem Landkreis Donau-Ries und die Stadt Spalt im Landkreis Roth liegen ebenfalls im Verbreitungsgebiet des Altmühl-Boten.
Neben dem AB wird zudem das Weißenburger Tagblatt in Alesheim, Ramsberg und Veitserlbach gelesen.

## Redaktionsleitungen
- 1. Juli 1986 – 31. Oktober 2013: Werner Falk[6]
- 1. November 2013 – 31. Januar 2022: Wolfgang Dressler[6]
- seit 1. Februar 2022: Isabel-Marie Scherb, geb. Köppel[7]